# Jasmine Martin
Jasmine Martin (San Paolo, 6 ottobre 2000) è una judoka sudafricana, campionessa continentale ai Giochi panafricani di Accra 2023.

## Biografia
È nata a San Paolo in Brasile.
E' apertamente lesbica ed è fidanzata con la judoka italiana Alice Bellandi, vincitrice dell'oro a Parigi 2024.
Si è messa in mostra a livello giovanile ai Campionati africani junior di Casablanca 2016 dove ha guadagnato l'argento nel torneo dei -57 kg.
Dopo tre bronzi consecutivi ai campionati africani di Città del Capo 2019, Orano 2022 e Casablanca 2023, ha ottenuto l'oro ai Giochi panafricani di Accra 2023 e l'argento a Il Cairo 2024.

## Palmarès
- Giochi panafricani

Accra 2023: oro nei -57 kg;
- Campionati africani

Città del Capo 2019: bronzo nei -63 kg;
Orano 2022: bronzo nei -57 kg;
Casablanca 2023: bronzo nei -57 kg;
Il Cairo 2024: argento nei -57 kg;
- Campionati africani junior

Casablanca 2016: argento nei -57 kg;